# Sprællemandshop
Sprællemandshop er den populære betegnelse for den opvarmningsøvelse hvor man skiftesvis samler og spreder arme og ben imens man hopper.
Den amerikanske rekordforsøger Ashrita Furman fik rekorden på sprællemandshop i 1979, som sin første Guinness-rekord, hvor han lavede 27.000 hop.